# チョウジタデ属
チョウジタデ属（ちょうじたでぞく）あるいはルドヴィジア属（ルドウィジアぞく、Ludwigia）はアカバナ科の一属である。水辺に生息するものも多いため、水中で栽培できるものもある。多くの種類は、適切な栽培条件で育てると、葉が赤みを帯びる。真紅に近い色をしたもの、オレンジ色に近い色をしたものなど様々ある。
日本では、ミズキンバイやチョウジタデ、ミズユキノシタなどが自生し、水田や水際などの湿性環境に生育する。チョウジタデは直立するが、ミズキンバイやミズユキノシタなどは直立せずに茎を横走させ、泥に不定根を張る。

## 利用
主に、ルドヴィジアの名で園芸やアクアリウムに使われることがある。種類によっては水中で育成することも可能。育成における難易度は種による。
なお、この類の外来種が人工ビオトープを中心に繁殖している事例がある。業者が湿地植物で花が美しいとして持ち込んでいるようである。特に、チョウジタデ属に含まれるものには茎の切れ端であっても繁殖（栄養繁殖）できる種が多いため、一度侵入すると完全な駆除が困難となる場合もある。

## 種

### 野生種
以下のような種が知られている。
- アメリカミズユキノシタ L. repens J.R. Forst.
  - アメリカ合衆国などに分布。日本でも帰化種として生育していることが確認された。
- ウスゲキダチキンバイ（キダチキンバイ）L. octovalvis (Jacq.) P.H.Raven
  - 琉球列島などに分布。L. o. var. sessiliflora をキダチキンバイとして変種に分ける考えもあるが、同種とする考えもある[1]。
- セイヨウミズユキノシタ L. palustris (L.) Elliott
  - アメリカ合衆国などに分布し、世界各地に外来種として侵入している。アクアリウムで栽培されることがある。
- チョウジタデ L. epilobopides Maxim.
  - 花は小さく、花の下に子房が長く付いている。湿地や水田に普通。L. o. subsp. greatexii をウスゲチョウジタデとして変種に分ける考えもあるが、同種とする考えもある[1]。
- タゴボウモドキ L. hyssopifolia (G.Don) Exell
  - 中国、マレー半島、インド、フィリピン、オーストラリアなどに分布[1]。
- ヒレタゴボウ（アメリカミズキンバイ）L. decurrens Walter
  - 日本などでは帰化植物で、都市周辺の水田などに侵入して繁殖している。茎に鰭（ひれ）が生じる。
- ミズキンバイ L. peploides (Kunth) P.H.Raven subsp. stipulacea (Ohwi) P.H.Raven（シノニム: L. stipulacea (Ohwi) Ohwi）
  - 湿地にはえ、高さ50cmに達することもある。黄色の大きな花をつける。水田にも出現するが、現在は絶滅危惧種である。
- ミズユキノシタ L. ovalis Miq.
  - 日本、中国、韓国などに分布。ルドヴィジア・オバリスの名でアクアリウムで栽培されることがある。

### 栽培種
アクアリウムなどで栽培されているものを挙げる。
- ニードルリーフルドヴィジア Ludwigia arcuata Walter
  - 北米原産。水中では非常に細長い葉を持つ種であるが。陸上では幅のある葉を持つ。
- ルドヴィジア・インクリナータ Ludwigia inclinata (L.f.) M.Gómez
  - 南米原産。写真にある種である。パンタナール大湿原に多く生息し、水上では黄色い花を咲かせる。
- ホソバタゴボウ（コバノタゴボウ、ホソバチョウジタデ）Ludwigia perennis L.[2]
  - アジア、アフリカ、オセアニアに生育する[3]。通称は「レッドルブラ」で、こちらの名の方が多く使われる。濃いワインレッドの葉を持つ。育成は他種に比べ難しい。
- ルドヴィジア Ludwigia sp.
  - 代表的なルドヴィジアは、北米産の交雑種が多い。日本にも帰化し、温暖な地域の水辺などにみられる。